# (33015) 1997 GF7
1997 GF7 (asteroide 33015) é um asteroide da cintura principal. Possui uma excentricidade de 0.19047280 e uma inclinação de 2.22850º.
Este asteroide foi descoberto no dia 2 de abril de 1997 por LINEAR em Socorro.